# Smaad (Nederland)
Smaad is in het Nederlandse strafrecht een belediging waarbij iemands eer of goede naam wordt aangetast door een concrete beschuldiging, die gedaan wordt met het doel daaraan ruchtbaarheid te geven. Wanneer smaad gepleegd wordt door middel van een geschrift, afbeelding of geluidsdrager spreekt men van smaadschrift.
Smaad en smaadschrift behoren tot de uitingsdelicten en zijn in Nederland als misdrijven al sinds de invoering van het Wetboek van Strafrecht in 1886 daarin strafbaar gesteld. Sindsdien zijn de bepalingen over smaad en smaadschrift door de wetgever niet wezenlijk veranderd. Ze zijn alleen aangepast aan technologische en maatschappelijke ontwikkelingen.
Smaad verschilt van andere beledigingsvormen door het vereiste van een concrete beschuldiging en door het doel daaraan ruchtbaarheid te geven. De beschuldiging hoeft niet onwaar te zijn; ook een beschuldiging die betrekking heeft op een ware gedraging kan smaden. Iemand die te goeder trouw kon aannemen dat de beschuldiging op waarheid berustte en bovendien het algemeen belang diende is echter niet strafbaar. Hetzelfde geldt voor iemand die handelde tot noodzakelijke verdediging. Onder omstandigheden kan ook de vrijheid van meningsuiting een veroordeling wegens smaad in de weg staan.
Laster is in het Nederlandse strafrecht een gekwalificeerde vorm van smaad. Er is sprake van laster wanneer alle bestanddelen van smaad vervuld zijn en de pleger bovendien weet dat de beschuldiging niet waar is.

## Geschiedenis

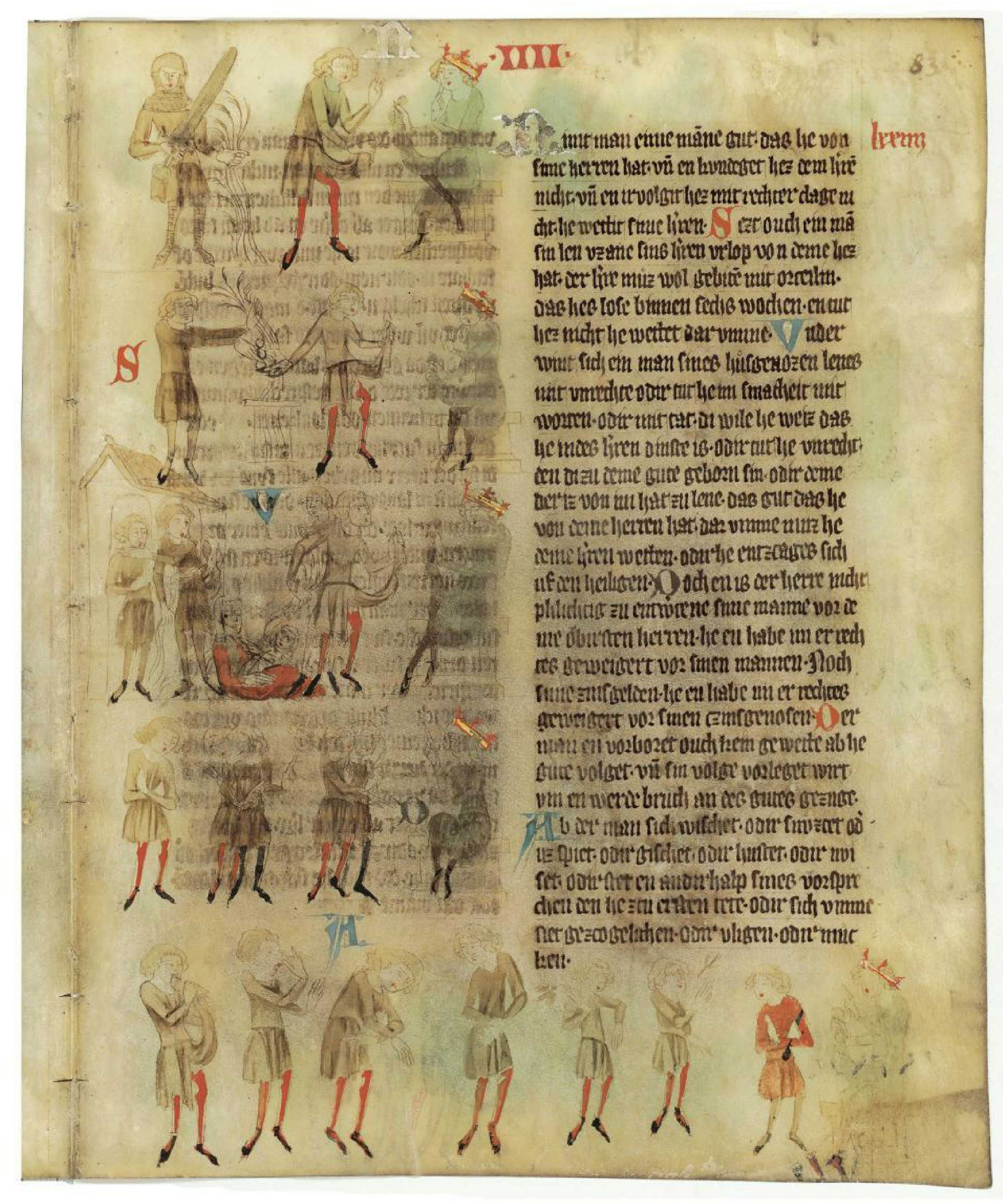
Blad 83r uit de Dresdner Sachsenspiegel bevat een vroege passage waarin gesproken wordt over smatheit (smaad). Ca. 1350 na Chr.

Het woord smaad is afgeleid van het Middelnederlandse woord smade, dat 'aantasting van iemands waardigheid' betekent. Het is verder verwant aan het Oudhoogduits smahen dat de betekenis heeft van 'vernederen, kleineren, geringschatten'. In die betekenis van 'opzettelijk grieven' werd het woord ook gebruikt in juridische teksten. Omstreeks 1300 verwees de Sachsenspiegel bijvoorbeeld naar de 'smatheit mit worten oder mit tat'.
In de zeventiende eeuw maakte Hugo de Groot een dogmatisch onderscheid tussen de belediging door woorden, die hij 'lasteringh' noemde, en de belediging door daden (de 'hoon'). Met een incorrecte verwijzing naar de Sachsenspiegel stelde hij 'smaet' gelijk aan mondelinge belediging door 'lasteringh'. Naar aanleiding van de theorieën van rechtsgeleerden als Hugo De Groot, werden langzaamaan verschillende vormen van belediging van elkaar onderscheiden. In de Duitse, en in mindere mate de Nederlandse, rechtspraktijk begon men eenvoudige belediging middels scheldwoorden te onderscheiden van de grievende lasteringen. Het woord smaad werd in de rechtspraktijk echter nog gebruikt in de algemene betekenis van 'vernedering en grievende uiting', zoals in een Utrechtse verordening die het 'smedelijke rimen ende andere scrifte' verbood.
In die betekenis hanteerde het Crimineel Wetboek voor het Koningrijk Holland van 1809 (het eerste Nederlandse strafwetboek) ook de term. Dat Wetboek kende een bepaling die, onder andere, 'smadelijke bedrijven' jegens een ander als hoon strafbaar stelde. Het Crimineel Wetboek gold slechts twee jaar. In 1810 werd het Koninkrijk Holland ingelijfd in het Eerste Franse Keizerrijk, waarna het Wetboek in 1811 werd vervangen door de Code pénal. De Code bevatte een paragraaf met opschrift 'lastering, smaadwoorden of smaadredenen, geheimverbreking'. Daarin werd strafbaar gesteld het uiten en verspreiden van 'smaad- of scheldwoorden' (in het Frans injures) die geen tenlastelegging van een bepaald feit bevatten maar slechts een specifieke ondeugd inhielden. Daarnaast werden alle andere 'smaadwoorden of beleedigende uitdrukkingen' (injures ou expressions outrageantes) als overtredingen strafbaar gesteld. In zowel het Crimineel Wetboek als de Code pénal was echter nog geen sprake van een specifiek delict smaad en werd het woord in de alledaagse betekenis van 'vernederen, kleineren en beledigen' gebruikt.

## Ontwerp Wetboek van Strafrecht

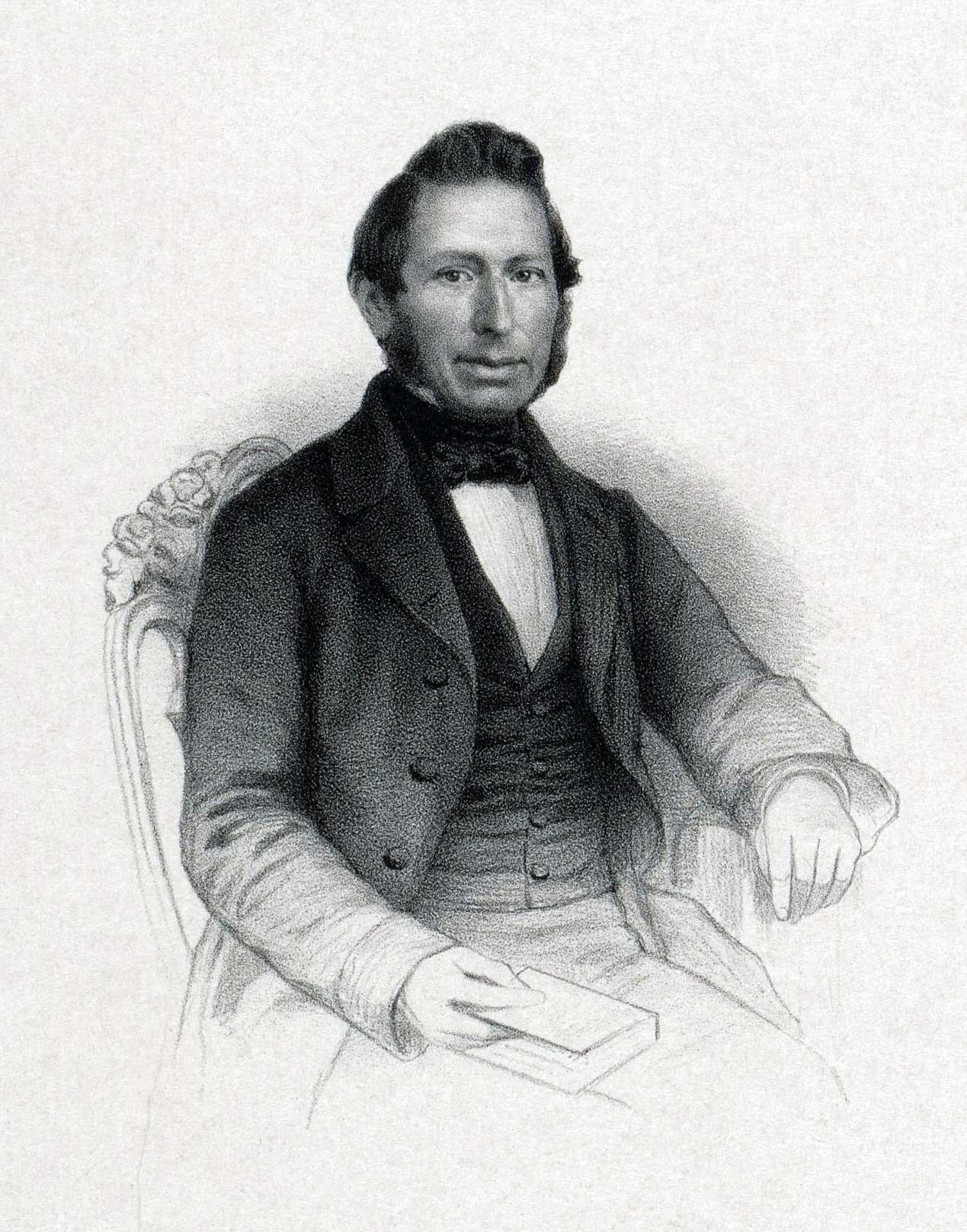
Johan de Wal (1816-1892) was voorzitter van de Staatscommissie die belast werd met de samenstelling van een nieuw strafwetboek.

Op 28 september 1870 werd bij koninklijk besluit no. 21 een staatscommissie ingesteld voor de samenstelling van een nieuw Wetboek van Strafrecht. Voor de bepalingen inzake belediging wilde de Commissie breken met het eerdere systeem van de Code pénal. Voorzitter De Wal stelde voor om het Italiaanse ontwerpstrafwetboek van 1870 als voorbeeld te nemen. 
Het Italiaanse ontwerp onderscheidde drie soorten strafbare belediging. Allereerst openbaar gemaakte en verspreide smaadschriften (libello famoso). Daarnaast eerroof (diffamazione) door mededeling van de belediging aan meerdere personen. Tot slot eenvoudige belediging (ingiuria) die niet aan de vereisten van smaadschrift en eerroof voldeed. Het voorontwerp vertaalde diffamazione nog als eerroof. De Pinto stelde voor om deze naam te veranderen, omdat het een misdrijf betrof dat veel lichter was dan laster, wat niet uit het woord eerroof bleek. Volgens De Pinto paste het woord 'smaad' hier veel beter, ook vanwege het nauwe verband tussen eerroof en smaadschrift. De Commissie deelde deze bezwaren en nam de benaming smaad over.
De Staatscommissie bracht op 13 mei 1875 verslag uit aan de Koning, waarna het ontwerp nog op enkele punten werd gewijzigd door de regering. Op 22 februari 1879, werd het Oorspronkelijk Regeeringsontwerp (O.R.O.) voor een Wetboek van Strafrecht naar de Tweede Kamer gestuurd. Nu het Italiaanse ontwerpstrafwetboek als uitgangspunt was genomen week de regeling van strafbare belediging in het O.R.O. op belangrijke punten af van de Code pénal. Volgens de regering was deze wijziging noodzakelijk omdat het oude systeem in de rechtswetenschap en de rechtspraktijk geen navolging meer kende. Bovendien waren de beledigingsbepalingen uit de Code pénal, en dan met name de laster, nog steeds niet in het 'volksbewustzijn' doorgedrongen. Een van de wijzigingen was het aantal zelfstandige beledigingsdelicten. De Code pénal onderscheidde drie verschillende beledigingsvormen, namelijk laster, hoon en scheldwoorden. Het nieuwe wetboek kende slechts twee hoofdvormen. In navolging van het Italiaanse ontwerp werd er onderscheid gemaakt tussen smaad/smaadschrift en eenvoudige belediging. De eenvoudige belediging was een restcategorie voor beledigingen die niet de kenmerken van smaad of smaadschrift bezaten. Laster verdween als zelfstandig delict en werd een gekwalificeerde vorm van smaad.
In zijn proefschrift over strafbare belediging stelt Janssens dat de ontwerpbepaling inzake smaad ook overeenkomsten vertoont met het in 1819 in Frankrijk ingevoerde delict diffamation. Onder andere de term 'eer of goede naam' zou zijn oorsprong vinden in deze Franse wet. Naast overeenkomsten zijn er echter ook duidelijke verschillen. De Franse wet uit 1819 maakte het mogelijk om ook een collectiviteit (bijvoorbeeld een rechtspersoon of een bestuursorgaan) te beledigen. De Nederlandse ontwerpbepaling daarentegen erkende slechts individuen als slachtoffer van belediging. De delicten smaad en smaadschrift werden in een afzonderlijke titel met opschrift beleediging geplaatst. De tekst in het O.R.O. luidde:

TITEL XVI. 
Beleediging. 
Art. 279. Hij die, met het oogmerk om te beleedigen, aan iemand onder welke inkleeding ook, hetzij in tegenwoordigheid van twee of meer personen, hetzij door opvolgende mededeeling aan twee of meer personen afzonderlijk, een bepaald feit waardoor diens eer of goede naam wordt aangerand, ten laste legt, wordt, als schuldig aan smaad, gestraft met gevangenisstraf van ten hoogste zes maanden of geldboete van ten hoogste drie honderd gulden. 
Onder de twee of meer personen in het eerste lid bedoeld zijn de huisgenooten van den dader niet begrepen. 
Art. 280. Hij die, met het oogmerk om te beleedigen, aan iemand onder welke inkleeding ook, door middel van geschriften of afbeeldingen, verspreid, openlijk tentoongesteld of aangeslagen, een bepaald feit waardoor diens eer of goede naam wordt aangerand, ten laste legt, wordt, als schuldig aan smaadschrift, gestraft met gevangenisstraf van ten hoogste een jaar of geldboete van ten hoogste drie honderd gulden.

### Behandeling O.R.O. in de Tweede Kamer
De Commissie van Rapporteurs van de Tweede Kamer kon zich in de ontwerpbepaling van artikel 279 O.R.O. niet goed vinden. Zij was het met de regering eens dat het oude stelsel van laster in de Code pénal niet effectief was, maar zij kon zich evenmin vinden in het nieuwe stelsel. Het grootste probleem met de oude lasterbepaling was dat die alleen betrekking had op mededelingen die in het openbaar gedaan werden, terwijl de meest strafwaardige laster vaak in het geheim werd gedaan en dus aan bestraffing ontsnapte. De Commissie vond de nieuwe smaadbepaling op dat punt onduidelijk geformuleerd en willekeurig omschreven, waardoor het doel voorbijgestreefd werd. Zij vond het onder meer inconsistent dat de mededeling van een beschuldiging aan één persoon onvoldoende is om smaad op te leveren, maar de mededeling aan twee personen met een tussenpoos van meerdere jaren wel. Immers, de mededeling aan twee personen kan voor de beledigde zonder gevolgen blijven, terwijl de bekendmaking aan één persoon grote gevolgen kan hebben voor de gesmade persoon. Ook vond de Commissie dat het ontwerp zijn doel voorbij streefde door strafvervolging mogelijk te maken wanneer de smaad in een beperkte kring zou blijven.
Om aan deze bezwaren tegemoet te komen stelde zij voor om het doel van de belediger – de beschuldiging breed bekend maken – centraal te stellen. Aan het ontwerp werd de bepaling toegevoegd dat de smaad werd gedaan "in het openbaar of met het kennelijk doel om het ter kennisse van het publiek te brengen" of "om daaraan ruchtbaarheid te geven". Een minderheid kon zich niet verenigen met de woorden 'in het openbaar', omdat er zo te veel nadruk kwam te liggen op de plek waar de smaad werd gepleegd. Bovendien was de toevoeging volgens hen overbodig omdat zij al besloten lag in het doel om de smaad ter kennis van het publiek te brengen (of daaraan ruchtbaarheid te geven). Tot slot werd voorgesteld om de zinsnede in de ontwerptekst 'onder welke inkleeding ook' te schappen, omdat die niets toevoegde. De Commissie was ook van mening dat de uitzondering van huisgenoten in het tweede lid van artikel 279 O.R.O. beter geschrapt kon worden. De uitzondering was door de regering aan het ontwerp van de Staatscommissie toegevoegd. De toelichting in de memorie van toelichting was summier: de regering meende dat tegenover huisgenoten de vrijheid van spreken volledig gerespecteerd moest worden door gesprekken binnen de huishoudelijke kring te vrijwaren van strafvervolging voor smaad. De toevoeging was echter geen lang leven beschoren. In het regeringsantwoord op het verslag ging de minister zonder veel woorden akkoord met de voorgestelde redactiewijzigingen.
Bij de behandeling door de Tweede Kamer bestond er ook enige onduidelijkheid over de opzet die vereist wordt. Volgens de memorie van toelichting was er geen sprake van belediging als de pleger geen opzet om te beledigen had. Maar volgens diezelfde memorie van toelichting was het voornaamste vereiste van belediging ook het oogmerk om iemands eergevoel te krenken (de zogenoemde animus injuriandi). De redactie in het O.R.O. weerspiegelde dit, door bij smaad "het oogmerk om te beledigen" te eisen. De Commissie van Rapporteurs las in dit oogmerk echter een motief van de dader – namelijk datgene wat de dader met de belediging wilde verkrijgen – en kon zich daar niet mee verenigen. De minister concludeerde in het regeringsantwoord dat men het in essentie eens was over de vereiste animus injuriandi en koos vervolgens zelfstandig voor een nieuwe redactie waarin het oogmerk om te beledigen werd geschrapt.
Naast deze wijzigingen werd het delict smaadschrift (in artikel 280 O.R.O.) op voorstel van de Commissie samengevoegd met de smaadbepaling. Ook werd er, naar aanleiding van de discussies daarover in het parlement, een derde lid toegevoegd dat de reikwijdte van de bepaling beperkte indien smaad gepleegd werd in het algemeen belang of ter noodzakelijke verdediging. Al deze wijzigingen werden verwerkt in het Gewijzigd Ontwerp. Bovendien werd het artikelnummer gewijzigd naar artikel 261. De redactie van de smaadbepaling, zoals die uiteindelijk in 1881 werd aangenomen, luidde:

TITEL XVI. 
Beleediging. 
261. Hij die opzettelijk iemands eer of goeden naam aanrandt, door telastelegging van een bepaald feit, met het kenlijk doel om daaraan ruchtbaarheid te geven, wordt, als schuldig aan smaad, gestraft met gevangenisstraf van ten hoogste zes maanden of geldboete van ten hoogste driehonderd gulden. 
Indien dit geschiedt door middel van geschriften of afbeeldingen, verspreid, openlijk ten toon gesteld of aangeslagen, wordt de dader, als schuldig aan smaadschrift, gestraft met gevangenisstraf van ten hoogste een jaar of geldboete van ten hoogste driehonderd gulden. 
Noch smaad, noch smaadschrift bestaat voor zoover de dader klaarblijkelijk heeft gehandeld in het algemeen belang of tot noodzakelijke verdediging.

### Ontwikkeling na 1886

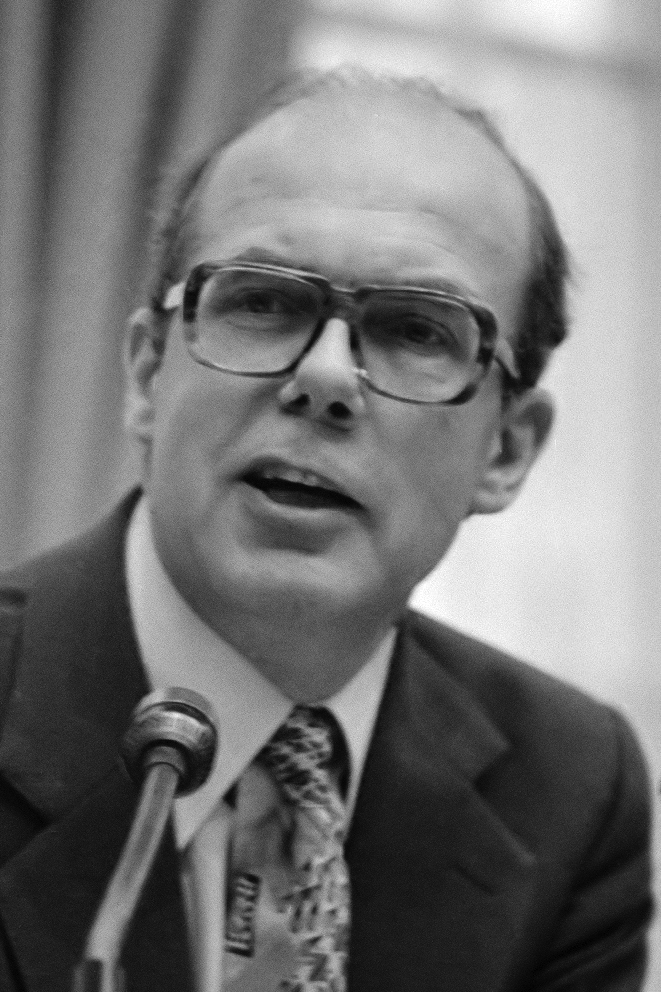
Job de Ruiter was minister van Justitie toen de wettelijke bepalingen over smaad hun huidige vorm kregen.

De bepalingen in het Wetboek van Strafrecht met betrekking tot smaad zijn in de loop der jaren weinig aangepast. De eerste aanpassing deed zich in 1934 voor, toen de wetgever de beledigingsdelicten uitbreidde met de strafbaarstelling voor onder andere groepsbelediging (art. 137c Sr). In het tweede lid van artikel 261 werd aan de definitie van smaadschrift de passage "of door geschriften waarvan de inhoud openlijk ten gehore wordt gebracht" toegevoegd. Naast geschreven en gedrukte smaadschriften werd het daardoor ook strafbaar om een smaadschrift via een geluidsdrager te verspreiden. De wetgever dacht hierbij voornamelijk aan destijds nieuwe technieken als de grammofoonplaat.
De tweede wijziging kwam in 1978. Daarbij werden de in het derde lid opgesomde rechtvaardigingsgronden gewijzigd. Het woord 'klaarblijkelijk' werd verwijderd, en er werd toegevoegd dat iemand "te goeder trouw heeft kunnen aannemen dat het te laste gelegde waar was en dat het algemeen belang de telastelegging eiste". De wetgever voegde deze zin toe om meer ruimte te geven aan politieke uitingen die in het kader van het maatschappelijk debat werden gedaan. Met deze laatste wijziging kreeg het smaaddelict zijn huidige vorm.

## Smaad
Smaad is een zogenoemd klachtdelict (artikel 269 Sr), wat betekent dat het delict alleen vervolgd kan worden als het slachtoffer een klacht heeft ingediend. Een klacht is een aangifte met uitdrukkelijk verzoek tot vervolging. Zonder deze klacht is het Openbaar Ministerie niet ontvankelijk in zijn vervolging. Het bestaan van een klacht verplicht het OM echter niet om daadwerkelijk tot vervolging over te gaan: met het klachtvereiste biedt de wetgever het slachtoffer enkel de mogelijkheid om te voorkomen dat het strafproces zorgt voor een verdere verspreiding van de belediging. Het persoonlijke belang van het slachtoffer om niet met deze negatieve gevolgen te worden geconfronteerd gaat dus boven het algemene belang van de strafvervolging.
Bij de totstandkoming van het Wetboek van Strafrecht ging de wetgever er nog van uit dat alleen privépersonen het slachtoffer van belediging konden zijn. Sinds 1986 erkent de Hoge Raad ook rechtspersonen als slachtoffer van smaad. Ook andere collectieven, zoals het openbaar gezag, kunnen volgens de Hoge Raad beledigd worden.
Naast een geldige klacht is voor een veroordeling voor smaad ook vereist dat aan alle bestanddelen van het delict is voldaan. Het delict kent er vier: opzet, aanranding van de eer of goede naam, tenlastelegging van een bepaald feit, en het kennelijke doel om hieraan ruchtbaarheid te geven.

### Opzet
Hij die opzettelijk ...

In het strafrecht wordt met 'opzet' bedoeld dat de dader willens en wetens of doelgericht met betrekking tot een bepaald gevolg heeft gehandeld. Er spelen daarom drie zaken met betrekking tot het strafrechtelijk opzet. Allereerst welke bestanddelen van de delictsomschrijving onder het opzetvereiste vallen, vervolgens wat de inhoud van het strafrechtelijk opzet is en tot slot welke eisen met betrekking tot het bewijs gesteld worden. Met betrekking tot de eerste vraag, de bestanddelen die opzettelijk moeten zijn gepleegd, is het algemene uitgangspunt dat opzet betrekking heeft op alle bestanddelen die na het woord opzettelijk in de delictsomschrijving volgen. Voor smaad betekent dit dat de krenkende aantasting van de eer of goede naam en het doel om daaraan ruchtbaarheid te geven met opzet moeten zijn gepleegd.
Over de inhoud van de vereiste opzet bij smaad bestaat enige discussie. De uiteindelijk gekozen redactie ('hij die opzettelijk iemands eer of goede naam aanrandt ...') laat in beginsel voorwaardelijk opzet toe. In de literatuur plaatsen sommigen echter kanttekeningen bij de stelling dat voorwaardelijk opzet verenigbaar is met de gehele smaadbepaling. De bezwaren draaien om de vraag of het verplichte doel om ruchtbaarheid aan de beschuldiging te geven zich daartoe wel leent. Iemand die met voorwaardelijk opzet handelt aanvaardt slechts het aannemelijke risico op verspreiding, terwijl iemand die als doel heeft om een concrete beschuldiging te verspreiden al snel met bewustheid van dat gevolg handelt.
De Hoge Raad heeft de kwestie nog niet geslecht. Wel heeft de Hoge Raad nadere invulling gegeven aan het schuldbestanddeel opzet bij de aantasting van de eer of goede naam. Het accent ligt daar voornamelijk op het weten-aspect van opzet. Voldoende is dus dat de dader wetenschap had dat de tenlastelegging krenkend voor het slachtoffer was. In een arrest uit 1980 oordeelde de raad dat met opzet geen oogmerk om te beledigen bedoeld is. In datzelfde arrest blijkt ook dat de Hoge Raad opzet met noodzakelijkheidsbewustzijn voldoende vindt om een krenking aan te nemen. De ondergrens van het schuldbestanddeel wordt bereikt indien de dader niet willens en wetens heeft gehandeld, maar slechts een verwijt wordt gemaakt. Zo ging de raad niet akkoord met de motivering van het gerechtshof dat de verdachte redelijkerwijs moest begrijpen dat de beschuldiging beledigend was.
Aan het bewijs van opzet worden geen hoge eisen gesteld. De wetenschap van het beledigende karakter kan door de rechter worden afgeleid uit de objectieve omstandigheden van de krenking, bijvoorbeeld de vorm van en de wijze waarop de uiting is gedaan. Daarbij valt ook te denken aan de manier waarop de beschuldiging onder het publiek wordt verspreid. Als daaruit het nodeloos grievende karakter van de beschuldiging blijkt kan de rechter al snel het opzet om te beledigen aannemen.

### Aanranding van eer of goede naam
... iemands eer of goede naam aanrandt, ...

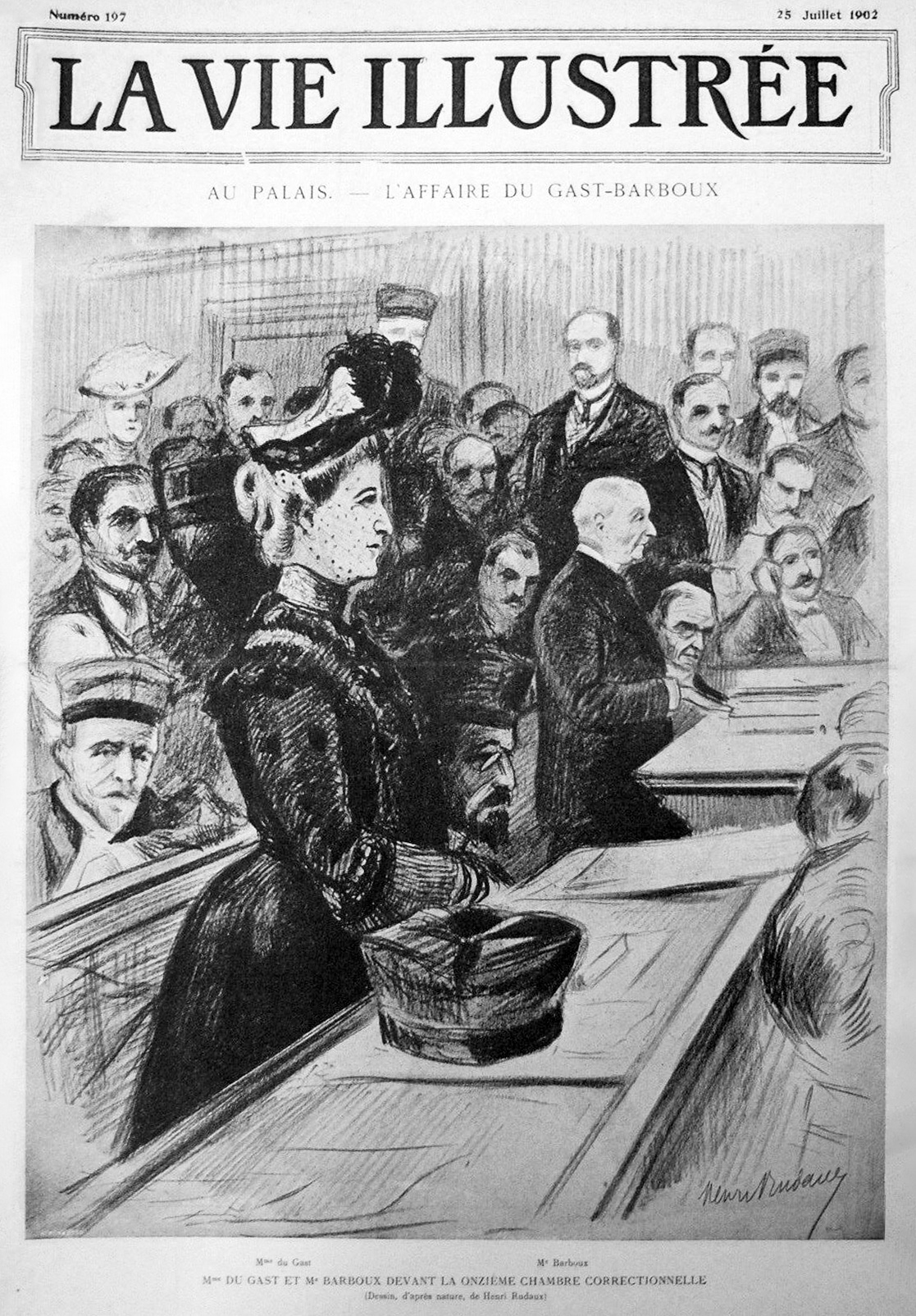
Voorblad van het nieuwsblad La Vie illustrée met daarop afgebeeld Mme Camille du Gast als verdachte in een smaadproces.

Smaad is een vorm van strafbare belediging. De wet zelf geeft geen definitie van het begrip belediging. Het wordt doorgaans omschreven als 'aanranding van de eer of goede naam'. Voor een veroordeling van smaad is het noodzakelijk dat de eer of goede naam is geschaad. In rechtspraak en literatuur komen verschillende invullingen van het begrip voor. Het is vaste rechtspraak van de Hoge Raad dat een uitlating beledigend is "wanneer zij de strekking heeft de ander bij het publiek in een ongunstig daglicht te stellen en hem aan te randen in zijn eer en goede naam". In de lagere rechtspraak komen ook andere formuleringen voor, zoals "in het openbaar in diskrediet brengen", "op onaanvaardbare wijze de waardigheid en menselijkheid aantasten" of "in een kwaad daglicht stellen".
Machielse stelt dat onder het begrip eer valt het "respect, waarop iemand als mens, als zedelijk wezen, aanspraak mag maken". Hij meent dat men, door zich minachtend uit te laten over een ander persoon, de mens als geheel niet respecteert. Iemand die een ander als mens respecteert, maakt een ander namelijk niet belachelijk. Volgens Machielse geldt dit ook indien men de bekwaamheid van een ander in zijn beroep of ambt op ernstige wijze aanvalt. Janssens beschrijft het begrip kortweg als "het respect dat iemand als mens toekomt". Tussen de begrippen eer en goede naam bestaat wel een subtiel verschil. Eer heeft betrekking op de krenking van iemands eigen eergevoel. De goede naam daarentegen betreft iemands eer in de ogen van anderen. De goede naam veronderstelt dus het begrip van de eer en de belediging van de goede naam zal daarom altijd tegenover anderen moeten plaatsvinden.

#### De aanranding
Voor een veroordeling voor smaad moet de eer of goede naam ook aangerand zijn. De invulling van het begrip verschilt van het gebruik elders in het Strafwetboek, zoals bij noodweer. Daar heeft het woord de betekenis van een overrompelende aantasting van een rechtsgoed. Machielse ziet de betekenis bij smaad als het "op krenkende wijze aantasten" van de eer of goede naam. Janssens leest het begrip aanranding neutraler, namelijk als het schaden of aantasten van iemands reputatie in het openbaar. In de literatuur bestaat ook onenigheid over de vraag of de term aanranding de wederrechtelijkheid van de gedraging omvat. In zijn proefschrift over de eer of goede naam stelt Hazendonk dat de aanranding bij smaad gelezen moet worden als wederrechtelijke aantasting. Zijn opvatting wordt in de literatuur niet gevolgd, omdat dit zou betekenen dat het opzet van de pleger ook op de wederrechtelijkheid van de gedraging moet zijn gericht (zogenoemd boos opzet). Dat zou betekenen dat niet alleen de krenking van de eer of goede naam moet worden bewezen, maar ook dat de pleger zich bewust was van het ongeoorloofde van zijn handeling. In hun handboek over uitingsdelicten wijzen Janssens en Nieuwenhuis erop dat het nooit de bedoeling van de wetgever is geweest om zo een zwaar opzetvereiste bij smaad te introduceren.

### Tenlastelegging van een bepaald feit
... door telastlegging van een bepaald feit ...

Voor een veroordeling voor smaad is het niet voldoende dat iemands eer of goede naam wordt geschaad. De wet schrijft een bindend middel voor waarmee de aantasting van iemands reputatie moet worden gedaan, namelijk 'door telastlegging van een bepaald feit'. Het begrip feit heeft een beperkende werking. Niet elke beschuldiging van een bepaald feit is geschikt om iemands eer of goede naam te schaden. Zo zal de beschuldiging dat iemand zonder fietsbel heeft gefietst (een overtreding van de Wegenverkeerswet 1994) geen smaad opleveren.
Uit de wetsgeschiedenis blijkt het begrip op dezelfde manier moet worden geïnterpreteerd als het begrip faits (daden) in artikel 367 Code pénal. De Code pénal bevatte een nadere specificatie van daden die de iemands reputatie kunnen aantasten. Het betrof daden welke de beledigde blootstelden aan "lijf- of boetstraffelijke vervolging" of "de verachting en den haat der burgeren". In het huidige recht geldt deze tweedeling nog steeds. Een beschuldiging levert alleen een bepaald feit op, en dus smaad, als de gesmade een misdrijf ten laste wordt gelegd, of als de beschuldiging een daad betreft die in de maatschappij als moreel verwerpelijk wordt gezien. Door deze gelijkschakeling is de jurisprudentie met betrekking tot de oude faits-rechtspraak nog steeds relevant.
Niet alleen aan het feit zelf, maar ook aan de bepaaldheid van het feit worden eisen gesteld. Er is volgens de Hoge Raad sprake van een bepaald feit indien "het feit op een zodanige wijze door de betrokkene is tenlastegelegd dat het een duidelijk te onderkennen concrete gedraging aanwijst". De beschuldiging moet op een dusdanige manier gebeuren dat niet alleen duidelijk is wat voor soort daad de gesmade heeft begaan, maar dat tevens blijkt welke precieze daad bedoeld wordt, het zogenoemde faits précis.
De jurisprudentie wat wel en geen tenlastelegging van een concrete gedraging is, is echter sterk casuïstisch van aard. Er is in ieder geval geen sprake van, indien iemand slechts een bepaalde eigenschap wordt toegeschreven. Ook indien de beschuldiging in algemene termen wordt gedaan is er geen sprake van een bepaald feit. De beschuldiging hoeft echter niet precies aan te geven waar en wanneer de gedragingen zouden hebben plaatsgevonden. Ook is het niet nodig dat de gesmade met naam en toenaam wordt genoemd. Het is voldoende indien uit de woorden de conclusie kan worden getrokken dat de gesmade persoon bedoeld wordt in de tenlastelegging. Dit betekent dat niet alleen een directe beschuldiging smaad oplevert, maar dat bijvoorbeeld een vragende vorm of indirecte beschuldiging al voldoende is voor smaad.

#### Waarheidsgehalte van de beschuldiging
In tegenstelling tot de laster, behoeft het ten laste gelegde feit bij smaad niet in strijd met de waarheid te zijn. In tegenstelling tot de overtuiging van het volksbewustzijn kan iemand die meent niets anders dan de waarheid te verkondigen toch veroordeeld worden wegens smaad. Dat de wetgever in 1886 ook het verkondigen van de waarheid onder het begrip smaad heeft willen laten vallen blijkt uit de (inmiddels grotendeels vervallen) bijzondere regeling van het onderzoek naar de waarheid in artikel 263-265 (oud) Sr. Het onderzoek naar de waarheid was alleen toegestaan indien de verdachte stelde dat hij in het algemeen belang of ter noodzakelijke verdediging handelde, of als de beschuldiging tegen een ambtenaar in zijn functie was gericht. Aangezien het onderzoek naar de waarheid in de meeste gevallen uitgesloten was, vond de wetgever de (on)waarheid van de beschuldiging in beginsel van geen belang voor de strafbaarheid van smaad. Op zichzelf heft dus de waarheid van de beschuldiging de strafbaarheid van de uiting niet op.
Ook thans kent de wet nog een regeling (in artikel 265 Sr) die betrekking heeft op het bewijs van de waarheid van een geuite beschuldiging. Een onherroepelijke veroordeling van de gesmade wegens een strafbaar feit wordt als voldoende bewijs gezien van de waarheid van de beschuldiging van dat strafbare feit. Veroordeling voor laster is dan uitgesloten. Janssens en Nieuwenhuis wijzen erop dat – hoewel nog steeds denkbaar – een veroordeling voor smaad dan haast onverdedigbaar is. Bovendien kan de beschuldigde zich er ook op beroepen dat de beschuldiging ter noodzakelijke verdediging of te goeder trouw en in het algemeen belang was.

### Kennelijk doel om daaraan ruchtbaarheid te geven
... met het kennelijke doel om daaraan ruchtbaarheid te geven ...

Naast het verplichte middel moet smaad ook gepleegd worden met een verplicht doel. Dit doel is het 'geven van ruchtbaarheid'. Volgens vaste rechtspraak van de Hoge Raad wordt daarmee "het ter kennis van het publiek brengen" bedoeld. Met een zodanig publiek doelt de Hoge Raad op "een bredere kring van betrekkelijk willekeurige derden". In beginsel is er geen sprake van het geven van ruchtbaarheid indien de beschuldiging algemeen bekend is (onder een bepaalde groep). Het medium waarmee de beschuldiging ter kennis van het publiek wordt gebracht maakt in beginsel geen onderscheid; het kan om zowel oude als nieuwe media gaan, zoals weblogs, Facebook of Twitter (nu 𝕏). Wel speelt de vraag hoe ruim het bereik van het medium moet zijn. Er is niet zonder meer sprake van ruchtbaarheid indien men de beschuldiging stuurt naar een beperkte groep functionarissen of toezichthouders. De Hoge Raad bepaalde dat het sturen van een brief met beschuldigingen naar een burgemeester niet valt onder het begrip ruchtbaarheid.
Daarentegen bepaalde de Hoge Raad dat er wel sprake was van het geven van ruchtbaarheid in een casus waarbij de beschuldiging werd geuit op een afgeschermde Hyves-pagina waar circa twintig tot vijfentwintig mensen toegang tot hadden. Daarbij speelde met name een rol dat de personen vrijelijk over de uitlating konden beschikken en dat te verwachten was dat de uitlating verder zou worden verspreid. De beschuldiging moet wel gedaan zijn met het 'kennelijk doel' om deze ter kennis van het publiek te brengen. Als dit kennelijke doel niet vast komt te staan, dan is er geen sprake van smaad. Volgens Janssens volstaat echter opzet met noodzakelijkheidsbewustzijn op het geven van ruchtbaarheid, dit omdat het geven van ruchtbaarheid het kennelijke doel moet zijn. Volgens hem is het daarom voldoende dat de dader zich bewust was dat anderen kennis konden nemen van de beschuldiging. Daarnaast wordt in de literatuur aangenomen dat het woord kennelijk zo opgevat dat de bedoeling van de dader afgeleid kan worden uit de omstandigheden en uit de handeling zelf.

#### Kruipende laster
Uit de wetsgeschiedenis blijkt dat de wetgever niet alleen de publieke smaad strafbaar wilde stellen, maar ook de kruipende laster. Dit zijn beschuldigingen die weliswaar in het geheim (meestal tegen één persoon) zijn gedaan, maar waarvan de dader wel de bedoeling had dat zij onder het publiek bekend zouden worden. Uit de rechtspraak blijkt dat er ook sprake kan zijn van het geven van ruchtbaarheid, indien iemand de beschuldiging maar aan één persoon richt. Er zal dus sprake van smaad zijn indien de beschuldiging maar aan één persoon wordt medegedeeld, terwijl de dader verwacht dat deze persoon de beschuldiging verder zal verspreiden. Immers is er in dat geval ook voldaan aan het kennelijke doel om de beschuldiging onder een bredere kring van betrekkelijk willekeurige derden te verspreiden.

## Smaadschrift
Een in de wet omschreven vorm van smaad is smaadschrift, dat zwaarder bestraft kan worden. Smaadschrift verschilt van smaad door het middel waarmee het misdrijf wordt gepleegd, namelijk geschriften of afbeeldingen. Ook het openlijk ten gehore brengen van zo'n geschrift valt onder smaadschrift. Vereist is verder dat de geschriften of afbeeldingen openbaar gemaakt worden. Omdat het effect van de beschuldiging zodoende vergroot wordt, rechtvaardigt dit een hoger strafmaximum, namelijk een gevangenisstraf van ten hoogste een jaar, tegenover zes maanden bij gewone smaad.

### Door middel van geschriften of afbeeldingen
Indien dit geschiedt door middel van geschriften of afbeeldingen, ...

Wat een 'geschrift' is volgt voor een groot deel uit de wetshistorie en jurisprudentie van het delict (valsheid in geschrift) (artikel 225 Sr). Wil er sprake zijn van een geschrift, dan moet de informatie op een duurzame en leesbare manier vastgelegd zijn. Daar valt ook elektronische informatie onder. De Hoge Raad overwoog in een arrest van 15 januari 1991 dat het gerechtshof informatie op een magneetschrijf aan mocht merken als geschrift. Voor de raad was het voldoende dat er sprake was van enige duurzaamheid bij het vastleggen van de informatie (de informatie op de bestanden werd tussentijds ook weggeschreven naar andere bestanden). Volgens Janssens en Nieuwenhuis worden er daarom geen hoge eisen aan de duurzaamheid gesteld. Zij stellen daarom dat een sms-bericht wel onder een geschrift valt, maar een bericht op teletekst in beginsel niet. Ook e-mails en tweets zullen onder het begrip geschrift vallen.
Opmerkelijk is verder dat geluidsdragers ook onder het begrip geschrift vallen. Dit is in 1934 in de wet ingevoerd. Deze aanpassing zorgde ervoor dat de smaadschriftbepaling aan de (destijds nieuwe) technologie van de grammofoonplaat werd aangepast. De term 'afbeelding' levert veel minder problemen op. Tekeningen en foto's vallen hier in ieder geval onder. Daarnaast behoren ook (bewegende) plaatjes, film en video hiertoe. Een interessant geval deed zich in 1937 bij de Hoge Raad voor. Het gerechtshof had een passage die bestond uit een afbeelding met onderschrift, die beide op op zichzelf niet beledigend waren maar tezamen wel, aangemerkt als een geschrift. De verdachte beriep zich erop dat een afbeelding volgens de wetsgeschiedenis bezwaarlijk als geschrift kon worden aangemerkt. De Hoge Raad overwoog echter dat een geschrift door de toevoeging van een afbeelding niet ophoudt een geschrift te zijn en casseerde niet.

### Verspreid, openlijk tentoonstellen, aanslaan of openlijk ten gehore brengen
... verspreid, openlijk tentoongesteld of aangeslagen, of door geschriften waarvan de inhoud openlijk ten gehore wordt gebracht ...

Bij 'verspreiden' wordt algemeen aangenomen dat het gaat om de verspreiding van meerdere geschriften of afbeeldingen. In de literatuur bestaat discussie over de vraag of verspreiding ook mogelijk is door één geschrift onder het publiek te verspreiden via het internet, of een ander niet-fysiek medium. Volgens Janssens en Nieuwenhuis zal er dan ten minste sprake moeten zijn van het kopiëren en vastleggen van bestanden. Zij menen dat de scheiding tussen smaad en smaadschrift te veel zou vervagen als men als criterium slechts het verspreiden van de inhoud zou gebruiken. Het 'tentoonstellen' en 'aanslaan' kan juist wel door het gebruik van één geschrift of afbeelding. Met tentoonstellen wordt bedoeld dat het geschrift of de afbeelding wordt opgehangen op een voor het publiek toegankelijke plek. Graffiti valt hieronder, net zoals het tonen van een poster voor een televisiecamera. Het aanslaan van een geschrift of afbeelding is een verouderde term voor het aanplakken van affiches, posters en andere aanplakbiljetten.
Door de wetswijziging van 1934 is het openlijk ten gehore brengen van geschriften aan het delict smaadschrift toegevoegd. In de jaren 30 dacht de wetgever daarbij voornamelijk aan een grammofoonplaat, maar ook geschriften die door moderne geluidsdragers of door middel van radio, televisie of internet openlijk ten gehore gebracht worden vallen hieronder. Deze wijziging is volgens Janssens opmerkelijk doordat de wetgever hiermee brak met het vereiste dat een geschrift leesbaar diende te zijn. Wel was er nog steeds sprake van (op een geluidsdrager) duurzaam vastgelegde informatie. Janssens en Nieuwenhuis zijn daarom van mening dat een live-interview, in tegenstelling tot een van tevoren opgenomen of een voorgelezen interview, geen smaadschrift kan opleveren.

## Het derde lid: de bijzondere strafuitsluitingsgronden
Het derde lid van artikel 261 Sr bevat twee bijzondere redenen die aanleiding kunnen geven tot uitsluiting van de strafrechtelijke aansprakelijkheid (strafuitsluitingsgrond). De eerste reden is dat de dader ter noodzakelijke verdediging heeft gehandeld, en de tweede is dat de dader te goeder trouw kon aannemen dat de tenlastelegging waar was en het algemeen belang diende. Volgens de literatuur en een oud arrest van de Hoge Raad gaat het in deze gevallen om rechtvaardigingsgronden. Als de pleger een succesvol beroep doet op zo een uitzondering is hij niet strafbaar voor het plegen van smaad.

### Noodzakelijke verdediging
Noch smaad, noch smaadschrift bestaat voor zover de dader heeft gehandeld tot noodzakelijke verdediging, ...

Bij de noodzakelijke verdediging staat de objectieve strekking van het gedrag centraal. De pleger moet zich enerzijds hebben willen verdedigen en anderzijds moest die verdediging ook noodzakelijk zijn geweest. Het gaat om een soortgelijke rechtvaardigingsgrond als de noodweerexceptie. Omdat de noodzakelijke verdediging niet nader gepreciseerd is, hoeft de verdediging (anders dan bij noodweer) niet gelijk op de aantasting te volgen. Logischerwijs moet er wel sprake zijn van een aantasting van een belang, omdat er anders geen sprake van verdediging kan zijn. De exceptie geldt voor zover het plegen van smaad noodzakelijk is. Wie in zijn verdediging smaad pleegt, maar daarbij verder gaat dan noodzakelijk kan geen beroep meer doen op deze uitzondering. Daarnaast moet de pleger ook geen ander middel dan het plegen van smaad ter beschikking hebben gehad om zich te verdedigen. Men spreekt in dit verband ook wel van de vereisten van proportionaliteit en subsidiariteit. Wie dus straffeloos wil blijven moet zich met geen ander middel kunnen verdedigen dan met smaad, en moet in zijn beschuldiging niet verder gaan dan noodzakelijk.
Het te beschermen belang zal meestal van een ideële aard zal zijn, bijvoorbeeld iemands goede reputatie of het belang van een goede voorlichting. Door de redactie van de uitzondering is het duidelijk dat men de belangen van anderen kan verdedigen. Wel zal er voor de pleger een noodzaak moeten bestaan om deze belangen te verdedigen, bijvoorbeeld omdat hiertoe een verplichting bestaat. Men kan hierbij denken aan belangenverenigingen die opkomen voor financiële belangen of voor consumentenbelangen. Ook kan men hierbij denken aan smaad die smaad die ter terechtzitting wordt gepleegd bij het voeren van een verweer. Op grond van het recht op een eerlijk proces moet het de verdachte geoorloofd zijn om alle verweren te voeren die zijn standpunt kunnen ondersteunen, ook indien dit een ander zou kunnen kwetsen. Hetzelfde zal voor de raadsman gelden, die op grond van het verdedigingsbelang felle kritiek uit op het slachtoffer, of een stelling poneert die voor een ander smadelijk kan zijn.

### Algemeen belang
... of te goeder trouw heeft kunnen aannemen dat het te last gelegde waar was en dat het algemeen belang de telastlegging eiste.

De tweede rechtvaardigingsgrond betreft de situatie waarbij iemand te goeder trouw heeft kunnen aannemen dat beschuldiging waar is én waarbij hij te goeder trouw heeft kunnen aannemen dat het algemeen belang de tenlastelegging eiste. Het begrip goede trouw is in 1978 ingevoegd, omdat de minister van Justitie vond dat iemand alleen straffeloos mocht blijven als degene te goede trouw overtuigd was van de waarheid en de noodzaak tot publicatie – en dus niet alleen als objectief gezien het algemeen belang de beschuldiging eiste. Men spreekt van ook wel van objectieve goede trouw, omdat de rechter beoordeelt of de pleger gehandeld heeft overeenkomstig een normaal mens in dezelfde positie. De goede trouw wordt daardoor deels losgekoppeld van wat de pleger zelf voor ogen stond. Van de pleger wordt daarom verwacht dat hij redelijkerwijs mocht veronderstellen dat hij het algemeen belang diende en dat de beschuldiging waar was. Het is onvoldoende als hij slechts meende of dacht dit belang te dienen of indien hij lichtvaardig van de juistheid van de beschuldiging uitging. Anderzijds is het ook onvoldoende als pas achteraf komt vast te staan dat de beschuldiging in het algemeen belang was of dat de beschuldiging waar was en de pleger zelf niet in die veronderstelling verkeerde.

## Verhouding tot andere beledigingsdelicten
Het delict van smaad staat in een bijzonder nauwe verhouding tot enkele andere beledigingsdelicten in het Wetboek van Strafrecht. De laster in artikel 262 Sr is bijvoorbeeld een gekwalificeerde vorm van smaad. Eenvoudige belediging wordt in artikel 266 Sr ten opzichte van smaad negatief omschreven als "elke opzettelijke belediging die niet het karakter van smaad of smaadschrift draagt". Naast deze delicten bevinden zich nog de lasterlijke aanklacht en smaad tegen overledenen in de beledigingstitel die varianten vormen op smaad. Daarnaast zijn in artikel 267 Sr nog enkele strafverzwarende omstandigheden opgenomen, zoals bij majesteitsschennis, bij belediging van een ambtenaar in functie, of bij belediging van een openbaar lichaam of een openbare instelling. Artikel 271 Sr bevat het verspreidingsdelict van de beledigingstitel. Het stelt onder andere strafbaar het in voorraad hebben van een beledigend (smaad)schrift. Tot slot smaad ook een rol bij de strafbare dwang (artikel 284 Sr) en afdreiging (artikel 318 Sr). Bij deze delicten is smaad het middel waarmee de strafbare dwang of de afdreiging wordt uitgevoerd: onder bedreiging van het openbaren van smadelijke beschuldigingen wordt getracht het slachtoffer te bewegen om iets te doen, niet te doen of om een voorwerp af te geven.

### Laster
Laster is smaad of smaadschrift gepleegd terwijl de dader weet dat het ten laste gelegde feit in strijd met de waarheid is. Dit extra bestanddeel geeft laster zijn eigen verwerpelijke karakter en rechtvaardigt de hogere strafbedreiging. Een feit is in strijd met de waarheid als het niet heeft plaatsgevonden of als het anders heeft plaatsgevonden dan zoals het ten laste is gelegd. Daarnaast nemen Janssens en Nieuwenhuis aan dat een feit leugenachtig is als het weliswaar heeft plaatsgevonden, maar indien de dader weet dat dit feit door een ander dan de beledigde is begaan. Mede door de vrij hoge drempel die het lasterdelict stelt aan de wetenschap van het onware feit zijn er vrij weinig vervolging voor laster. Het schuldbestanddeel 'wetende dat' is een bijzonder opzetvereiste dat in beginsel alle vormen van schuld omvat, tenzij uit de wetshistorie blijkt dat het bij een specifiek delict een andere invulling heeft. In 2014 bepaalde de Hoge Raad het bestanddeel bij laster alleen daadwerkelijk weten omvat. Dit sluit voorwaardelijk opzet uit. Voor een veroordeling voor laster is het dus onvoldoende als de pleger slechts de aanmerkelijke kans heeft aanvaard dat de beschuldiging in strijd met de waarheid was.
Artikel 265 Wetboek van Strafrecht bevat nog een bijzondere regeling met betrekking tot het waarheidsgehalte van een beschuldiging. Het is een overblijfsel van een oudere regeling van het lasterproces die in 1978 grotendeels is geschrapt. Het artikel bepaalt dat een veroordeling van de beledigde voldoende is om de waarheid van het ten laste gelegde feit aan te nemen; een veroordeling voor laster is dan uitgesloten, een veroordeling voor smaad is dan (hoewel onwaarschijnlijk) nog wel mogelijk. Anderzijds is een onherroepelijke vrijspraak voldoende om het de onwaarheid van het feit aan te nemen. Janssens en Nieuwenhuis menen dat deze regeling beter geschrapt kan worden. Zij wijzen erop dat de vraag of iemand veroordeeld of ontslagen wordt van alle rechtsvervolging afhankelijk is van diverse technisch-juridische omstandigheden die weinig met het waarheidsgehalte van de beschuldiging te maken hebben. Daarnaast wijzen zij erop dat een uitspraak in beginsel alleen gevolgen heeft voor de partij bij die uitspraak. Een lasterende derde staat daar volgens hen volledig buiten.

### Eenvoudige belediging

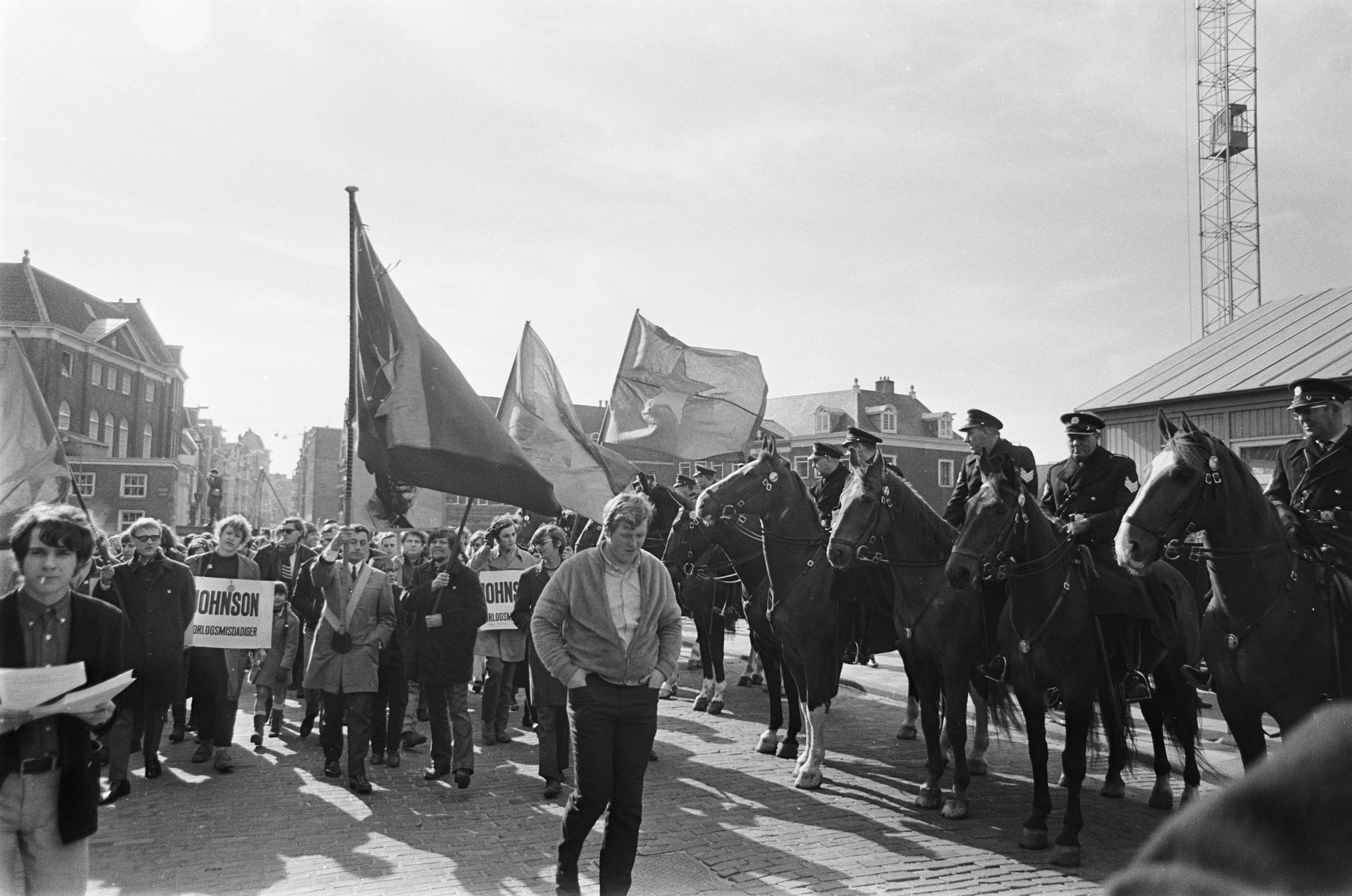
In de jaren 60 werd de leus 'Johnson oorlogsmisdadiger' veelvuldig bij protesten op borden en spandoeken gebruikt. De leus leverde diverse betogers een veroordeling op voor eenvoudige belediging van een buitenlands staatshoofd.

Eenvoudige belediging (artikel 266 Wetboek van Strafrecht) is het tweede zelfstandige kerndelict van strafbare belediging. Zij onderscheidt zich van smaad door een negatief geformuleerd bestanddeel. Eenvoudige belediging is namelijk 'elke zelfstandige belediging die niet het karakter van smaad of smaadschrift draagt'. Hier valt in de eerste plaats te denken aan de formeel eenvoudige belediging, zoals het uiten van scheldwoorden of het beledigen door feitelijkheden. Daarnaast valt ook de materieel eenvoudige belediging hieronder (dit is een beschuldiging die de vereiste concreetheid voor smaad mist). Beide delicten verschillen ook van elkaar door het onderliggende rechtsbelang dat de wetgever door strafbaarstelling wil beschermen. Bij smaad is dit rechtsbelang specifiek de bescherming van de eer een goede naam van personen terwijl bij eenvoudige belediging het accent ligt op een respectvolle bejegening die een ieder toekomt.
De formulering van artikel 266 lijkt te impliceren dat smaad en eenvoudige belediging elkaar uitsluiten. Deze stelling wordt door Janssens op verschillende punten gerelativeerd. Allereerst kan een uiting zowel een tenlastelegging van een concreet feit als ook scheldwoorden bevatten. In dat geval is er sprake van meerdaadse samenloop tussen smaad een eenvoudige belediging. Ook de rechtspraktijk heeft er volgens Janssens toe bijgedragen dat het negatief verwoorde bestanddeel gemakkelijk kan worden omzeild. Volgens de Hoge Raad is niet de daadwerkelijk gedane uitlating, maar de uiting zoals die door de rechter bewezen wordt verklaard, doorslaggevend voor de kwalificatie van het delict. Daardoor is het mogelijk dat de rechter de verdachte gedeeltelijk vrijspreekt van een tenlastelegging voor smaad en het overige bewezen verklaart en kwalificeert als eenvoudige belediging. Hierbij is de rechter uiteraard gebonden aan de tenlastelegging van de officier van justitie en kan hij geen feiten bewezen verklaren die daarin niet opgenomen zijn.

### Lasterlijke aanklacht en smaad tegen overledene
Smaad en de lasterlijke aanklacht (artikel 268 Sr) komen in zoverre met elkaar overeen dat het slachtoffer geschaad wordt in zijn eer of goede naam. Daarnaast is er ook een overeenkomst met laster doordat de pleger moet weten dat de schriftelijke aanklacht niet waar is. De delicten verschillen echter van elkaar door de onderliggende gedraging waarmee de reputatie wordt geschaad. Bij artikel 268 Sr is dit het doen van een valse klacht of valse aangifte bij de overheid. Niet alleen de klacht of aangifte die noopt tot strafrechtelijk optreden valt onder het delict, ook de valse mededeling die tot administratief optreden kan leiden is strafbaar. Voor zover er bij het indienen van de aanklacht sprake is van een bepaald feit, en voor zover de indiening geschiedt met het doel om daaraan ruchtbaarheid te geven, is er sprake van eendaadse samenloop met smaad of laster. Met beide strafbaarstellingen probeerde de overheid immers overwegend hetzelfde rechtsgoed te beschermen.
De smaad tegen overledenen (artikel 270 Sr) is een wat vreemde eend in de bijt. Op het eerste gezicht lijkt het delict het smaden van de overledene strafbaar te stellen, maar in wezen is strafbaar gesteld het opzettelijk grieven van de nabestaanden.
Van directe belediging van de nabestaanden is immers geen sprake; hun eer noch goede naam wordt rechtstreeks gekrenkt. Voor strafbaarheid is vereist dat de pleger de nabestaanden grieft door ten aanzien van een overledene een beschuldiging te doen die als hij nog leefde smaad of smaadschrift jegens hem zou opleveren. Het rechtstreeks willen beledigen van de overledene is niet vereist, en overigens ook niet mogelijk – aangenomen wordt dat men een overledene niet meer kan beledigen. Voldoende is dat de pleger wist dat de eer of goede naam zou zijn aangerand als de overledenen nog bij leven was. Volgens Janssens en Nieuwenhuis moet de pleger ook opzet hebben om de nabestaanden te grieven. Zij pleiten ervoor om, hoewel het niet in de wet staat, dit als impliciet bestanddeel in de strafbaarstelling in te lezen.

## Vrijheid van meningsuiting
Tussen het recht op de vrijheid van meningsuiting en de strafbaarstelling van smaad bestaat een zekere spanning. Het recht op de vrijheid van meningsuiting is vastgelegd in artikel 7 Grondwet, artikel 10 Europees Verdrag voor de Rechten van de Mens (EVRM), en artikel 19 Internationaal verdrag inzake burgerrechten en politieke rechten. Voor de Nederlandse rechtspraktijk is het EVRM veruit het belangrijkste instrument. Wil een veroordeling voor smaad in overeenstemming met het EVRM zijn, dan moet het eerst een driestappentest doorlopen. Allereerst moet iedere beperking van de vrijheid van meningsuiting bij wet geregeld zijn (prescribed by law). Daarnaast moet de veroordeling een van de in artikel 10 EVRM genoemde doelen dienen, zoals de bescherming van de goede naam of rechten van anderen (in the interests of the protection of the reputation or rights of others). Tot slot moet de veroordeling ook noodzakelijk zijn in een democratische samenleving (necessary in a democratic society). Het uitgangspunt is daarbij dat een veroordeling voor een beledigende uiting die in het maatschappelijk debat is gedaan al snel een schending van artikel 10 EVRM oplevert, omdat zij gezien de context niet noodzakelijk is in een democratische samenleving.
De rechtspraak van het Europees Hof voor de Rechten van de Mens (EHRM) biedt veel ruimte aan (beledigende) uitingen die worden gedaan in de media. Ook aan forse kritiek op politici wordt veel ruimte gegeven. De reden hiervan is dat het EHRM de media ziet als belangrijke spil in de bewaking van de democratische rechtsorde, doordat zij misstanden en excessen aan het daglicht brengen. Journalisten dienen hun beschuldigingen echter wel te kunnen onderbouwen met feiten en omstandigheden uit grondig onderzoek, en zij dienen daarbij ook binnen hun beroepsregels te blijven. Het EHRM biedt de lidstaten echter een brede beoordelingsruimte om van journalisten te verlangen dat zij hun beschuldigingen onderbouwen met bewijs. De rechtspraak van het EHRM vindt ook toepassing binnen de Nederlandse rechtspraak. Daarbij wordt niet elke kritische uiting als bijdrage aan het maatschappelijke debat gezien. Zo achtte de Hoge Raad de veroordeling van een journalist voor smaad toelaatbaar omdat deze zich bij zijn grievende beschuldiging op geruchten had gebaseerd en deze geruchten vervolgens als vaststaande feiten had gepresenteerd. Een geslaagd beroep op artikel 10 EVRM leidt in beginsel tot vrijspraak, omdat het recht op de vrijheid van meningsuiting als bestanddeel in de strafbepaling wordt ingelezen.
Janssens en Nieuwenhuis stellen de vraag of er naast het mensenrechtenkader van het EVRM nog wel behoefte is aan de bijzondere strafuitsluitingsgronden in het derde lid van artikel 261 Sr. De Hoge Raad is van mening dat de wettelijke uitzonderingsgronden nog een zelfstandig bestaansrecht hebben naast artikel 10 EVRM. Janssens en Nieuwenhuis bepleiten echter om de uitzonderingen verdragsconform uit te leggen. Iets wat volgens hen door de redactie van beide excepties ook mogelijk is. In de gevallen waar artikel 10 EVRM een bredere bescherming biedt pleiten zij voor rechtstreekse toepassing van het verdragsrecht.